# Snorken
Snorken är en litterär figur i Tove Janssons berättelser om Mumintrollen. Han är Snorkfrökens mycket intelligenta bror, och förekommer bara i två böcker; Kometen kommer och Trollkarlens hatt. Snorken är den självutnämnde organisatören. Bland annat försöker han leda räddningsexpeditioner och han är domare vid rättegången mellan Mårran (kärande) och Tofslan och Vifslan (svarande).
Enligt den animerade japanska TV-serien I Mumindalen har Snorken glasögon och bor i ett gult hus tillsammans med sin syster Snorkfröken i Mumindalen. Han är uppfinnare och har ständigt nya uppfinningar på gång, bland annat sitt flygande skepp som aldrig verkar bli klart.

## Rasen snorkar
Artskillnaden mellan mumintroll och snorkar är inte helt utredd, men den torde vara ytterst liten med tanke på att mumintroll och snorkar kan inleda förhållande med varandra utan vidare. Snorkar ändrar färg efter sitt humör, vilket mumintroll inte gör. Tove Jansson har helt enkelt kopplat ihop ett namn och en tecknad figur. Namnet mumintroll hade från början ingen kropp, utan var helt enkelt något Tove skrämde medlemmar av familjen med. Teckningen av en snork gjorde Tove Jansson långt innan hon visste att den skulle bli hennes signatur och sedermera förebild till mumintrollen.

## Röster i film och TV
| År      | Film / serie                 | Röst                                                                                                   |
| ------- | ---------------------------- | --- |
| 1990–91 | I Mumindalen                 | Samuli Edelmann (finsk i avsnitt 1-52) / Ilkka Merivaara (finsk i avsnitt 53-78) / Dick Idman (svensk) |
| 1992    | Kometen kommer               | Ilkka Merivaara (finsk) / Dick Idman (svensk)                                                          |
| 2010    | Mumintrollet och kometjakten | Jarmo Koski (finsk) / Max Bremer (svensk)                                                              |